# Bactrocera diversa
Bactrocera diversa är en tvåvingeart som först beskrevs av Daniel William Coquillett 1904.  Bactrocera diversa ingår i släktet Bactrocera och familjen borrflugor. Inga underarter finns listade.